# Tolmerus flavibarbatus
Tolmerus flavibarbatus là một loài ruồi trong họ Asilidae. Tolmerus flavibarbatus được Becker miêu tả năm 1914. Loài này phân bố ở vùng Cổ Bắc giới.